# Muscolo grande pettorale
Il grande pettorale è un muscolo superficiale che fa parte dei muscoli estrinseci del torace e in particolare, del gruppo toraco-appendicolare.
Ha una forma a ventaglio ed è composto da tre capi:
- Capo clavicolare: origina dalla metà mediale del margine anteriore della clavicola.
- Capo sterno-costale: origina dalla faccia anteriore dello sterno e dalle cartilagini costali dalla seconda alla sesta costa
- Capo addominale: origina dal foglietto anteriore della guaina del muscolo retto dell'addome e dall'aponeurosi del muscolo obliquo esterno dell'addome.

I tre capi si inseriscono con un tendine unico sul labbro laterale del solco intertubercolare dell'omero.

## Azione
Il muscolo grande pettorale flette (solleva l'omero), estende (abbassa l'omero), adduce l'omero sul piano orizzontale, antepone e ruota internamente (intraruota) l'omero. Prendendo invece come punto fisso l'omero, solleva il tronco. Il grande pettorale agisce inoltre nell'inspirazione profonda, dilatando il torace quando l'arto è fisso.
Differentemente da quanto descritto per la parte anatomica, dal punto di vista funzionale i fasci da considerare sono soltanto 2, in quanto lo sterno-costale e l'addominale compiono le medesime funzioni.
- Capo clavicolare: interviene nella flessione dell'omero (solleva il braccio), e nell'adduzione sagittale obliqua dell'omero superiormente (muove il braccio medialmente e verso l'alto). Inoltre, antivertono l'omero (portano la spalla in avanti).
- Capo sterno-costale-addominale: interviene nell'estensione dell'omero (abbassa il braccio), e nell'adduzione sagittale obliqua dell'omero inferiormente (muove il braccio medialmente e verso il basso). Inoltre, retrovertono l'omero che è stato precedentemente antiverso (portano la spalla indietro).

## Innervazione

### Innervazione motoria
Il grande pettorale riceve una doppia innervazione motoria dal nervo pettorale mediale e dal nervo pettorale laterale, noto anche come nervo toracico anteriore laterale.
- Il capo sternale riceve l'innervazione dalle radici nervose C7, C8 e T1, attraverso il tronco inferiore del plesso brachiale e il nervo pettorale mediale.
- Il capo clavicolare riceve l'innervazione dalle radici nervose C5 e C6 attraverso il tronco superiore e la fune laterale del plesso brachiale, che rilascia il nervo pettorale laterale.
- Il nervo pettorale laterale è distribuito sulla superficie profonda del grande pettorale.

### Innervazione sensoriale
Il feedback sensoriale dal grande pettorale segue il percorso inverso, ritornando attraverso i neuroni del primo ordine ai nervi spinali a C5, C6, C8 e T1 attraverso i rami posteriori. Dopo la sinapsi nel corno posteriore del midollo spinale, le informazioni sensoriali riguardanti il movimento del muscolo, la propriocezione e la pressione viaggiano quindi attraverso un neurone di secondo ordine nella colonna dorsale del tratto lemniscale mediale del midollo. A questo punto le fibre decussano per formare il lemnisco mediale che trasporta l'informazione sensoriale fino al talamo. Il talamo devia alcune informazioni sensoriali al cervelletto e ai nuclei basali per completare il ciclo di feedback motorio mentre alcune informazioni sensoriali salgono direttamente al giro postero-centrale del lobo parietale del cervello tramite neuroni di terzo ordine. Le informazioni sensoriali per il grande pettorale vengono elaborate nella porzione superiore dell'omuncolo sensoriale, adiacente alla fessura longitudinale che divide i due emisferi del cervello.
L'elettromiografia suggerisce che consiste in almeno sei gruppi di fibre muscolari che possono essere coordinati in modo indipendente dal sistema nervoso centrale.